# Roosevelt Sykes

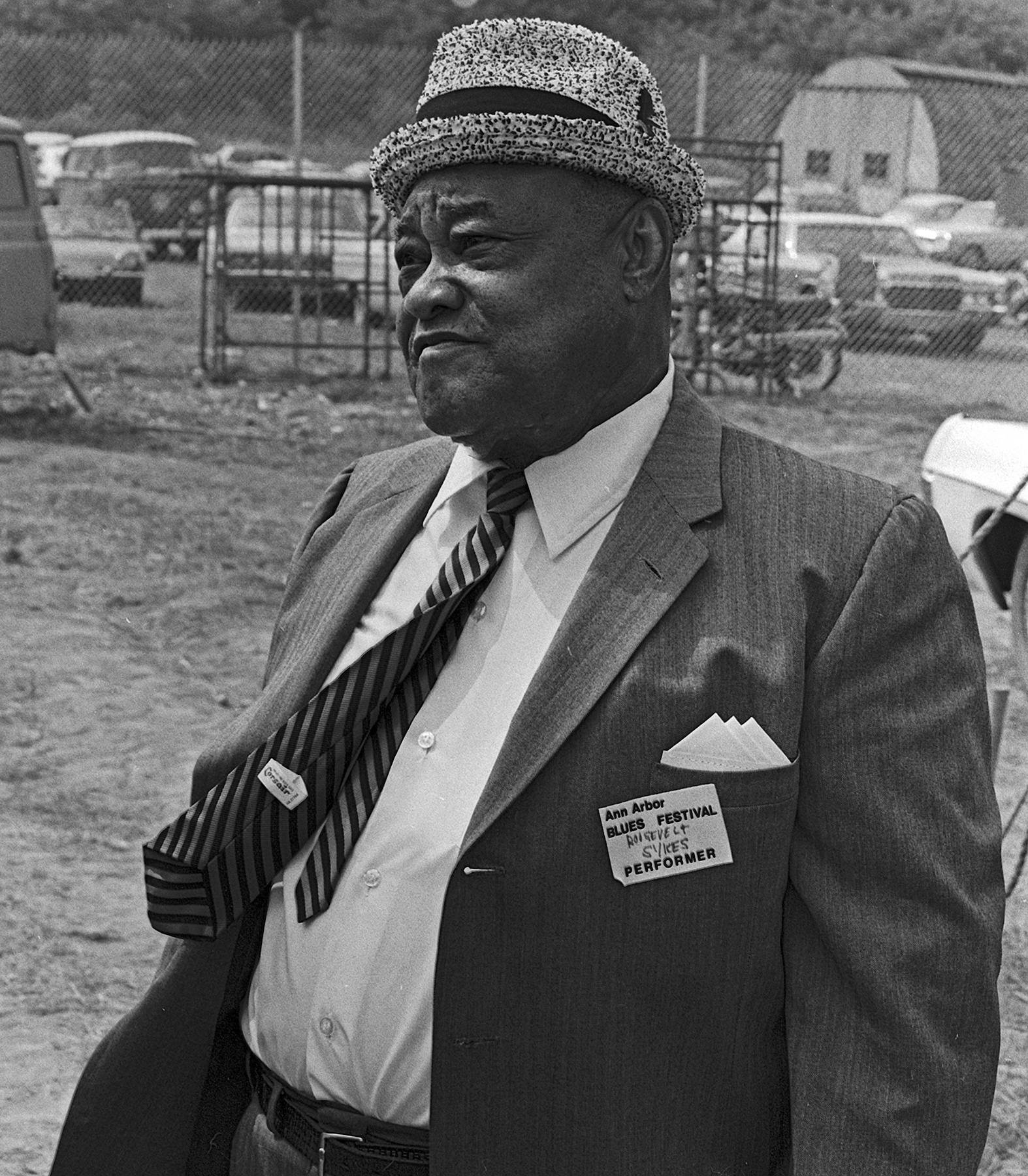
Roosevelt Sykes macht eine Pause auf dem Ann Arbor Blues Festival, Ann Arbor, Michigan, August 1970.

Roosevelt Sykes (* 31. Januar 1906 in Elmar, Arkansas; † 17. Juli 1983 in New Orleans, Louisiana) war ein einflussreicher US-amerikanischer Blues-Pianist, auch bekannt als „the Honeydripper“.

## Leben
Mit 15 Jahren begann Sykes, Piano zu spielen. Anfang der 1920er-Jahre zog die Familie nach St. Louis, wo Sykes bald als hervorragender Bluesmusiker bekannt wurde. Wie viele andere Musiker zog er herum und spielte vor einem ausschließlich männlichen Publikum in Sägewerken und Bauarbeitercamps entlang des Mississippi Rivers. Hier erarbeitete er sich ein Repertoire von rohen, sexuell anzüglichen Liedern. 1929 wurde er von einem Talentescout entdeckt, und er machte seine erste Plattenaufnahme für Okeh Records. Es handelte sich um den 44 Blues, eine Nummer, die zu einem Bluesstandard und zu seinem Markenzeichen wurde. Er machte viele Aufnahmen für verschiedene Labels, auch unter Pseudonymen wie „Easy Papa Johnson“, „Dobby Bragg“ und „Willie Kelly“. Ferner war er als Begleitmusiker tätig, u. a. für Charlie McFadden.
In den 1940ern ging Sykes nach Chicago; dort nahm er auch einige Singles für United auf. Sein Song Sunny Road gelangte 1946 auf #2 der „Race Records“ Charts. Er war einer der wenigen Musiker, die auch während des Krieges, in Zeiten der Rationierung, Aufnahmen machen durften. Sykes war einer der ersten amerikanischen Bluesmusiker, die in Europa auftraten. Nachdem der elektrifizierte Blues in Chicago das Musikgeschehen beherrschte, ging Sykes nach New Orleans. Dort begann er in den 1960er-Jahren wieder Platten aufzunehmen, so für Delmark, Bluesville, Storyville und Folkways.
Seine letzten Jahre verbrachte Roosevelt Sykes in New Orleans, wo er 1983 starb. 1999 wurde er in die Blues Hall of Fame aufgenommen.

## Diskographie (Auswahl)

### Alben
Die Tabelle enthält eine Auswahl von Werken Sykes’. Soweit möglich ist das Entstehungsjahr angegeben, ansonsten das Jahr der Veröffentlichung der Zusammenstellung oder des wiederaufgelegten Originals.
| Name                                               | Label                   | Jahr      |
| -------------------------------------------------- | ----------------------- | --------- |
| Return of Roosevelt Sykes                          | Original Blues Classics | 1960      |
| Roosevelt Sykes Sings the Blues                    | Ace                     | 1960      |
| Piano Blues                                        | Folkways                | 1966      |
| Blues Roots/Chicago – The 1930’s                   | Folkways                | 1967      |
| Feel Like Blowing My Horn                          | Delmark                 | 1973      |
| Hard Drivin’ Blues                                 | Delmark                 | 1974      |
| Raining in My Heart                                | Delmark                 | 1987      |
| Complete Recorded Works Vol. 1 bis 10              | Document Records        | 1992–1994 |
| Gold Mine Live in Europe                           | Delmark                 | 1992      |
| Blues by Roosevelt „The Honeydripper“ Sykes        | Smithsonian Folkways    | 1995      |
| Rock It                                            | Allegro                 | 1998      |
| Dirty Mother for You                               | Southland / City Hall   | 1998      |
| Postwar Years 1945–1957, Vol. 2: West Helena Blues | Wolf Records            | 1998      |
| Roosevelt Sykes 1931–1941                          | Wolf Records            | 1999      |
| Grind It!                                          | Total Energy            | 1999      |
| Honey Dripper                                      | Aim                     | 2000      |
| Chicago Boogie                                     | Delmark                 | 2004      |
| Music is my Business                               | Labor                   | 2007      |
| Honey Dripper                                      | Acrobat                 | 2008      |

### Videoalben
- Lightnin’ Hopkins & Roosevelt Sykes (Aufnahmen aus den Jahren 1993–2003)
- Big Bill Broonzy and Roosevelt Sykes (Aufnahmen aus den Jahren 1956–2002)